# Kunsthaus Oerlikon
Das Kunsthaus Oerlikon war ein Off-Scene-Kunstprojekt, das von 1986 bis 1996 in Zürich an wechselnden Orten Ausstellungen veranstaltete. Die Initianten realisierten diese in Lokalitäten, die als Zwischennutzungen zur Verfügung standen. Die Bezeichnung «Kunsthaus» ist ironisch, und in Oerlikon war nur der Anfang der Initiative.

## Geschichte
Anfänglich und gemäss Vereinsstatuten trug die Initiative den Namen «GESPENST», was ausgedeutscht bedeutete: «Gesellschaft zur Produktion existenzieller Strudel».
Das Off-Scene-Projekt zeigte sich 1986 erstmals an der Nansenstrasse 16 in Zürich Oerlikon, zog an die Langstrasse im Stadtkreis 5, in ein ausgedientes Tramdepot im Seefeldquartier im Stadtkreis 8 und schliesslich an die Konradstrasse im Stadtkreis 5 beim Zürcher Hauptbahnhof.
Zu den Initianten gehörten die Künstler Martin Senn, Oliver Wehrli, Aurel Hofmann, Andreas Niederhauser, Amsél u. a. m.
Das Kunsthaus Oerlikon vertrat ein breites Spektrum von künstlerischen Positionen. Gruppenausstellungen standen oft unter einem gemeinsamen Thema, etwa «Schlüsselwerke», «Mann/Frau», «Überlebenskunst» "Plastic Plastic", "Zürcher Fotografen" etc. Zur Ausstellung «Überlebenskunst» in einer Zivilschutzanlage erschien eine gleichnamige Publikation. Eine besondere Ausstellung war 1991 Objekten der DDR-Alltagskultur gewidmet unter dem Titel «DDR – Deutsche dekorative Restbestände».
1996 ging die Geschichte des Kunsthauses Oerlikon zu Ende, wobei es Zugaben und Verlängerungen gab. Vom 25. bis 29. Februar 2004 organisierte Amsél zusammen mit Sascha Serfoezoe und Regula Stücheli im «Mediacampus», den ehemaligen Druckereihallen an der Baslerstrasse in Zürich ein dreitägiges Remake mit siebzig Künstlern der ehemaligen Szene.
Im März 2024 fand in Oerlikon in den ehemaligen Hallen der ABB erneut eine Ausstellung statt, zu der auch neue Kunstschaffende eingeladen waren.

## Künstler
Eine Namensliste beteiligter Künstlerinnen und Künstler für den Anfang der 1990er Jahre findet sich in der Publikation «Überlebenskunst»: Cécile Angelle, Rolland Baldermann, Claudia Brändli, Roman Buxbaum, Andrea Clavadetscher, Jürg Egli, Ercan, Martin Senn, Dagmar Heinrich, Alex Herzog, Christoph Herzog, Cornelia Hesse-Honegger, Johannes Heuer, Aurel Hofmann, Marie-Therese Huber, Franz Imboden, Res Keller, Peter Kubala / Thomas Weiss, Elsbeth Kuchen, Enrico Mattioli, Bessie Nager, Caro Niederer, Stefan Pente, Pipilotti Rist, Patrik Sidler / Jörg Lenzlinger, Samir, Aldo Schmid, Susan Schoch, Sascha Serfoezoe, Aleks Weber, Hans Witschi, Willi Wottreng, Daniel Zimmermann, Beat Zoderer.